# 2022年冬季残疾人奥林匹克运动会闭幕式
2022年冬季残疾人奥林匹克运动会闭幕式是2022年冬季残疾人奥林匹克运动会的闭幕式，于北京时间2022年3月13日在北京国家体育场举行。

## 创作团队
- 总导演：张艺谋[1]
- 导演：沈晨
- 开闭幕式工作组组长：王宁[1]
- 开闭幕式工作部部长：常宇[1]
- 开闭幕式视觉艺术总设计和焰火总设计：蔡国强[2]
- 灯光设计：沙晓岚
- 美术设计：陈岩

## 播报员
- 英语：苏毅（CGTN Radio《新闻纵贯线》节目主播）（备份：赵瀛）
- 汉语普通话：王端端（央視《中國新聞》主持人）（备份：刚强）

## 闭幕式主题
- “在温暖中永恒”[3]

温暖，是人生中的难忘记憶；永恒，是全人类的美好愿景；因此，本屆冬残奥会闭幕式的主题名为「在温暖中永恒」，通過表演与仪式的融合，留存下本屆冬残奥会的精采瞬间和伟大时刻。

## 出席嘉賓

### 主辦國領導人
- 中共中央总书记、国家主席、中央军委主席：习近平[5]及夫人彭丽媛
- 中共中央政治局常委、国务院总理李克强
- 中共中央政治局委员、北京市委书记、北京冬奥组委主席蔡奇

### 國際組織官員
- 国际奥委会：副主席黄思绵原定出席开闭幕式，但因确诊2019冠状病毒病将由国际奥委会委员安德鲁·帕森斯（亦为国际残奥委会主席）代表出席
- 国际残奥委会主席、国际奥委会委员：安德鲁·帕森斯

### 各国及地区政府代表團
- 意大利 — 米兰副市长安娜·斯卡武佐
- 意大利 — 科爾蒂納丹佩佐市长姜皮埃特罗·盖迪纳（英语：Gianpietro Ghedina）

## 仪式
在儀式上，呈現一部直徑55米的留聲機設計，伴隨唱片轉動，唱片上逐漸顯現運動人物造型在賽場的情況；有200多名演員以手語表演節目，國際殘奧委會會旗交接儀式舉行後，失明演員演奏主題曲《雪花》，主火炬緩緩熄滅，「鳥巢」上空綻放有「北京2022」字樣的煙花。

## 轉播機構
- 国际残奥委会：Youtube频道
- 中国大陆 — 
  - 中央广播电视总台（CCTV-1、CCTV-2、CCTV-3、CCTV-5、CCTV-5+、CCTV-7、CCTV-13、CCTV-16、CCTV-17、CCTV-4K、CCTV-8K）
  - 全国各省级卫星电视频道（深圳卫视、农林卫视、山东教育卫视等除外）（中央广播电视总台转授权转播CCTV-1）
- 香港：香港电台（港台电视31）
- 加拿大：CBC

## 另見
- 2022年冬季残疾人奥林匹克运动会开幕式
- 2022年冬季奧林匹克運動會開幕式
- 2022年冬季奧林匹克運動會閉幕式